# Mutant Outcasts
Mutant Outcasts (Originaltitel Enhanced) ist ein kanadischer Superheldenfilm aus dem Jahr 2019 von James Mark, der auch am Drehbuch schrieb und für die Produktion zuständig war.

## Handlung
In der Welt leben eine Menge Menschen mit übernatürlichen Kräften, die abfällig als Mutanten bezeichnet werden. Von der Regierung wurden sie als illegal eingestuft und zur Fahndung aufgegeben. Captain Williams ist Oberbefehlshaber einer Einheit, die dafür sorgt, dass diese Menschen eingefangen und unschädlich gemacht werden. Der Soldat George stößt während eines Einsatzes auf Anna, die über große Kräfte verfügt. Wenig später gesellt sich David zu ihnen, dessen Kräfte bisher denen aller anderen Mutanten überlegen zu sein scheinen.

## Veröffentlichung
Der Film feierte seine Premiere am 24. Oktober 2019 auf dem Toronto After Dark Film Festival. In Deutschland startete der Film am 4. März 2021 in den Videoverleih.

## Rezeption
„Der vergleichsweise billig produzierte Film kann die Tatsache, dass er in Sachen Effekte weit hinter motivisch ähnlichen Hollywoodproduktionen zurückbleibt, auch erzählerisch nicht wettmachen, da seine Figuren weitgehend blass bleiben und der Plot sich in ausgetretenen Genre-Spuren bewegt.“

Auf Rotten Tomatoes hat der Film bei 8 Reviews eine Bewertung von 25 % erhalten. Im Audience Score, der Publikumswertung von Rotten Tomatoes, kommt der Film auf eine Wertung von 43 % bei weniger als 50 Bewertungen. In der Internet Movie Database hat der Film bei fast 800 Stimmenabgaben eine Wertung von 4,7 von 10,0 möglichen Sternen.
Nathaniel Muir von AIPT Comics mochte die Kampfszenen des Films. Kat Hughes von The Hollywood News bezeichnet den Film als „der große Untergang“ und als „nur ein bisschen langweilig, langweilig und langweilig“.
Cynthia Vinney von Comic Book Resources verglich den Bösewicht in Mutant Outcasts mit den Bösewichten aus der Fernsehserie Heroes, während sie die Handlung an eine Kombination aus der Story von Universal Soldier, Dark Angel und The One erinnert. Optisch erkennt sie Parallelen zu Terminator und X-Men.
Laut Joshua Rivera von Polygon „macht Mutant Outcasts sehr wenig her mit einer absolut verrückten Wendung“.
Film-Rezensionen schreibt, die „Geschichte von Mutant Outcasts ist sterbenslangweilig, die Figuren sind es auch. Die Dialoge wiederum sind so grausam, dass man den Figuren schon gar keine Waffen mehr in die Hand drücken muss, damit sie Menschen verstümmeln.“ Bemängelt wird das Ensemble und die Actionszenen, die „uninspiriert choreografiert und unübersichtlich zusammengeschnitten“ seien. Schlussendlich vergibt das Blatt 2 von 10 möglichen Punkten.